# Скобелево (област Ловеч)
Вижте пояснителната страница за други значения на Скобелево.
Ско̀белево е село в Северна България. То се намира в община Ловеч, област Ловеч.

## История
Старо име на селото Метудово и е живял известният (Герасим Пламенов Петков)

## Население
Численост и дял на етническите групи според преброяването на населението през 2011 г.:
|                     | Численост | Дял (в %) |
| Общо                | 275       | 100,00    |
| Българи             | 221       | 76,72     |
| Турци               | 0         | 0,00      |
| Цигани              | 51        | 18,54     |
| Други               | 0         | 0,00      |
| Не се самоопределят | 0         | 0,00      |
| Неотговорили        | 0         | 0,00      |

## Религии
Голяма част от населението са православни християни.

## Обществени институции
В селото има кметство.

## Редовни събития
Всяка година на 6 септември се провежда събор.